# Hovik Tovmassian
Hovik Tovmassian, pseud. "KQLY" (ur. 29 sierpnia 1990) – były francuski profesjonalny gracz Counter-Strike: Global Offensive. Były reprezentant takich formacji jak Titan, Team eXtensive, Clan-Mystik, Vexed Gaming czy Team LDLC. Założyciel organizacji e-sportowej - eFrog. W swojej karierze zarobił ok. 20 tysięcy dolarów.

## Życiorys
Karierę w CS:GO rozpoczął 21 sierpnia 2012 roku, kiedy dołączył do Team eXtensive. 20 stycznia 2013 doszedł do organizacji Clan-Mystik, z którą wygrał m.in. Electronic Sports World Cup 2013, pokonując w finale VeryGames. 2 lutego 2014 dołączył do LDLC, z którą zajął m.in. 3/4 miejsce na ESL One Cologne 2014. 3 września tego samego roku dołączył do ówczesnej potęgi - Titan. 20 września 2014 roku KQLY został zbanowany przez system Valve Anti-Cheat za oszukiwanie. Po tym wydarzeniu organizacja Titan zawiesiła go, a krótko po tym zwolniła. Blokada Hovika zdyskwalifikowała Titan z udziału na turnieju DreamHack Winter 2014. Zbanowanie KQLY'iego odbiło się echem na całym świecie, a twórcy gry postanowili poprawić system zabezpieczeń, który miałby chronić przed oszustami. Krótko po tym wydarzeniu, Valve Corporation zbanowało 2 profesjonalnych graczy: GMX'a oraz fxy0. 

## Osiągnięcia[8][9]
- 2 miejsce - DreamHack Valencia 2013
- 5/8 miejsce - ESL Major Series One Katowice 2014
- 4 miejsce - Fragbite Masters Season 2
- 1 miejsce - Fnatic FragOut League Season 3
- 3/4 miejsce - Copenhagen Games 2014
- 1 miejsce - DreamHack Valencia 2014
- 3/4 miejsce - ESL One: Cologne 2014
- 1 miejsce - DreamHack Invitational II
- 3 miejsce - StarLadder StarSeries XI
- 1 miejsce - European Championship 2014